# むすんでひらいて

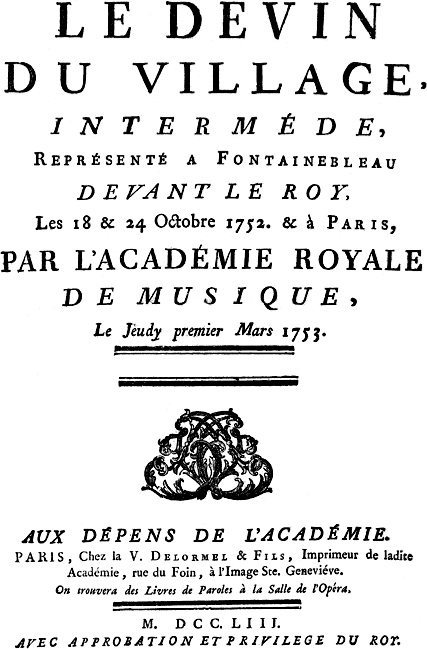
原曲が登場したと言われる1753年のオペラ『村の占い師』のパンフレット。

「むすんでひらいて」は、童謡、文部省唱歌。作詞者は不詳。作曲者はフランスの思想家・著作家ジャン＝ジャック・ルソー。本項では「むすんでひらいて」とメロディーが同じ他の曲についても述べる。
幾たびも異なる歌詞がつけられた曲として知られている。日本でも、賛美歌、唱歌、軍歌を経て、第二次世界大戦後に現在広く知られている童謡「むすんでひらいて」に至った。

## ヨーロッパとアメリカにおける浸透
フランスのジャン＝ジャック・ルソーが作曲した原曲は、1752年10月18日にルイ15世の前で公演された後、1753年3月1日より一般公開されたオペラ「村の占い師」(fr:Le Devin du village)において、第8場のパントマイム劇で用いられた曲だという。しかし、大まかに似ている程度で、旋律が完全一致しているわけではない。
イギリスの音楽家チャールズ・ジェームズは1766年のロンドン公演のために「村の占い師」を翻訳したイギリス版オペラ"The Cunning Man"を執筆した。一方、1775年にはルソーの曲をもとにした「ルソーの新ロマンス」が作曲されている（作曲者不明）。このどちらが元歌となって、1788年にチャールズ・ジェームズ作曲の「メリッサ」(Melissa)という別れを歌うラブソングになった。
その後、日本の古い資料にも原曲としての記録がある「ルソーの夢」("Rousseau's Dream")に改編された。「ルソーの夢」の最古記録はドイツ系イギリス人音楽家ヨハン・バプティスト・クラーマーが作曲した変奏曲である。この変奏曲の楽譜は1812年にイギリスで発行され、フランス、ドイツでも人気があった。
一方でこのメロディーはイギリスにおいてキリスト教の賛美歌として改編される。最もよく知られたバージョンは賛美歌「グリーンヴィル」("Greenville")というタイトルであり、この賛美歌の旋律は、後の「むすんでひらいて」と同一である。アメリカ合衆国では同時期にアメリカ民謡「ローディーおばさんに言いに行っといで」となった。この題名の中にあるおばさんの名前Rhodyは、Rody、Rhodie、Nancy、Tabbieなどさまざまな種類が存在する。"Old grey goose is dead"という別名もある。但し、この歌の旋律は、賛美歌「グリーンヴィル」の冒頭4小節を繰り返すだけで、その5小節目以降の旋律は現れない。欧米にはこの他にも異なる歌曲が存在する。

## 日本における浸透
日本におけるメロディの初出は、1874年前後にバプテスト教会が発行した「聖書之抄書」に掲載された賛美歌「グリーンヴィル」としてであり、キミノミチビキという日本語の歌詞がつけられた。明治、大正と歌われつづけたが、1931年（昭和6年）以降は賛美歌集に掲載されていない。海老沢敏は著書「むすんでひらいて考」の中で、賛美歌として掲載しようにも唱歌や軍歌として知られすぎてしまったのが要因ではないかと述べている。日本国外では現在も「現役の」賛美歌として歌われている。
賛美歌として紹介された7年後の1881年に、同じメロディーが「見渡せば」という新しい題名と歌詞で、文部省音楽取調掛（後の東京音楽学校、現東京藝術大学）が発行した「小学唱歌集」初編に掲載された。著書「むすんでひらいて考」によれば、「見渡せば」の解説者の原稿にルソーが作曲者である旨が記されている。この歌の歌詞は、国文学者であり音楽取調掛に勤務していた柴田清照と稲垣千頴が、平安時代の古今和歌集にある素性法師の和歌 「みわたせば柳桜をこきまぜて宮こぞ春の錦なりける」を基本にしている。しかし『見渡せば』も賛美歌同様、広まる前に消えてしまった。これは優雅な歌詞が小学生には格調高すぎたことと、日本の軍国色が濃くなり、風流を詠った「見渡せば」よりも軍歌調の「戦闘歌」が持てはやされる時勢になったためである。
「戦闘歌」は東京音楽学校（現東京藝術大学）教授である鳥居忱が作詞し、1895年に軍歌集「大東軍歌」に掲載される。冒頭の「見渡せば」は同じだが、その後はまったく異なる歌詞となっている。この戦闘歌は歌うだけでなく、歌詞に合わせたふりつけがあり、小学校において遊戯曲として用いられていた記録が残っている。この時期吉本光蔵が戦闘歌を編曲した軍隊行進曲、「進撃追撃行進曲」を作っている。また同じメロディーで韓国では唱歌「植松」、中国では軍歌「尚武之精神」が作られており、前者は「見渡せば」後者は「戦闘歌」の影響を受けたものと思われる。
第二次世界大戦の終戦から2年経った1947年、小学一年向けに刊行された最初の音楽の教科書「一ねんせいのおんがく」に、新しい歌詞で登場したのが「むすんでひらいて」であった。
以来今日まで「むすんでひらいて」は歌い続けられ、童謡、唱歌として完全に定着している。近年は小学校よりも保育園や幼稚園の手遊び歌（お遊戯）として歌われている。「その手を上に（下に、前に、横に）」という挿入部分があるバリエーションが存在する（歌詞を参照のこと）。また、保育園や幼稚園、小学校等をイメージさせる曲として、テレビ番組などでBGMとして使われることがある。
2006年（平成18年）に文化庁と日本PTA全国協議会が「日本の歌百選」に選定した。
「RAMU」による新たな挿入部分をつけた「むすんでひらいて〜サバンナ編〜」が制作され、2013年6月20日にキングレコードに製造を委託しひかりのくにから発売されたCD「コミュニキッズ☆ 8月号」にて音源化された。その後は2015年6月10日にキングレコードから発売されたCD「2さいあそび〜体をいっぱいうごかそう〜」にも収録されている。
フジテレビの子供向け番組「じゃじゃじゃじゃ〜ン!」で、町あかりが「歌のお姉さん」として替え歌「おちゃらかしちゃう?! むすんでひらいて」を歌い、2019年発売のアルバム「あかりおねえさんのニコニコへんなうた」に収録された。
また松田聖子の歌曲「Rock'n'roll Good-bye」」の間奏部分において、当曲のメロディーがアレンジされたものが使用されている。

## 歌詞
1752年にルソーによって作られたメロディーに合わせて、以下のような歌詞がつけられた。

### Greenvilleの歌詞
1773年作詞 John Fawcett （イギリス）
Lord, dismiss us with Thy blessing 主よ 我々がここを去る時 ご加護をお授けください
Fill our hearts with joy and peace 我々の心を喜びと平安で満たしてください
Let us each Thy love possessing 我々一人一人があなたの愛
Triumph in redeeming grace.  　約束どおり恩恵（キリスト）の喜びが持てるように
O refresh us, O refresh us,　我々の心を新たにしてください
Traveling through this wilderness. この荒野を旅していく我々の心を新たにしてください
Thanks we give and adoration 感謝と崇拝を捧げます
For Thy Gospel’s joyful sound あなたの福音は心地よい響きであるから
May the fruits of Thy salvation あなたの救いによって生まれたものが
In our hearts and lives abound.　我々の心の中に豊かに在りますように
Ever faithful, ever faithful, ますます信じるような、
To the truth may we be found. ますます信じられるような真実がみつけられますように
So that when Thy love shall call us, 主よ、遠い世界から
Savior, from the world away, あなたの愛が我々を呼ぶとき
Let no fear of death appall us, 死の恐怖で我々が怖がらないように
Glad Thy summons to obey. 従うように呼んでくださることを喜びます
May we ever, may we ever,　我々が　我々が
Reign with Thee in endless day.　永遠に（天国で）あなたとともに君臨できますように

### Go tell Aunt Rhodyの歌詞
19世紀中ごろ 作詞者 不明（アメリカ）
Go tell Aunt Rhody (x3)	ローディーおばさんに言っといで(3回繰り返し)
The old grey goose is dead. 年取った灰色のガチョウが死んじゃったって
The one that she's been savin' (ｘ3) おばさんが大事に置いといたガチョウ(3回繰り返し)
To make a feather bed.　羽毛布団を作ろうって
She died in the millpond (x3)　ガチョウは水車小屋の池で死んだよ(3回繰り返し)
From standin' on her head.　頭からつっこんで
The goslings are crying (x3) ガチョウの雛達はわんわん泣いてるよ(3回繰り返し)
Because their mammy's dead. お母さんが死んじゃったから
The gander is weeping (x3)　オスのガチョウはめそめそ泣いてるよ(3回繰り返し)
Because his wife is dead. 奥さんが死んじゃったから

### 「見渡せば」の歌詞
1881年 作詞者 柴田清煕（一番）・稲垣千頴（二番）。一番は、日本の春の景色を、二番は、日本の秋の景色を歌った歌詞である。
見渡せば 青やなぎ、花桜 こきまぜて、みやこには 道もせに 春の錦をぞ。
佐保姫の 織りなして、降る雨に そめにける。
見渡せば 山べには、尾上にも ふもとにも、うすき濃き もみじ葉の 秋の錦をぞ。
竜田姫 織りかけて、つゆ霜に さらしける。

### 「戦闘歌」の歌詞
1895年 作詞 鳥居忱
見渡せば 寄せて来る、敵の大軍 面白や。スハヤ戦闘(たたかい)始まるぞ。イデヤ人々攻め崩せ。
弾丸（たま）込めて撃ち倒せ。敵の大軍撃ち崩せ。
見渡せば 崩れ懸る、敵の大軍心地よや。 モハヤ戦闘(たたかい)勝なるぞ。イデヤ人々追い崩せ。
銃剣附けて突き倒せ。敵の大軍突き崩せ。

### 「むすんでひらいて」の歌詞
1947年 作詞者不明、作曲者ルソー
むすんで ひらいて 手をうって むすんで またひらいて 手をうって、その手を　上に
むすんで ひらいて 手をうって むすんで
むすんで ひらいて 手をうって むすんで またひらいて 手をうって、その手を　下に
むすんで ひらいて 手をうって むすんで
むすんで ひらいて 手をうって むすんで またひらいて 手をうって、その手を　頭に
むすんで ひらいて 手をうって むすんで
むすんで ひらいて 手をうって むすんで またひらいて 手をうって、その手を　ひざに
むすんで ひらいて 手をうって むすんで

## メディアにおける使用
ゲーム
『バイオハザード7 レジデント イービル』 「Go Tell Aunt Rhody -Resident Evil-」
(プロデューサー マイケル・Ａ・レヴィン（英語:  Michael A. Levine）、 歌手 ジョーダン・レイン（英語: Jordan Reyne）)
本作の主題歌において、『Go tell Aunt Rhody』をダークテイストにアレンジし、 独自の歌詞を入れたものを使用している。
絵本
『むすんでひらいて』
新井洋行（構成・絵）、瑞雲舎、2014年、ISBN 9784907613006。
テレビドラマ
『SHERLOCK』シリーズ4「最後の問題」
主人公の記憶から消えていた妹キャラクターが、主人公の記憶から消えるきっかけになった過去の事件の真相と、彼女の心境や状態について、本作の替え歌の歌詞に謎に込めて提示する。